# Męczeństwo matki i jej siedmiu synów
Męczeństwo matki i jej siedmiu synów (hebr. חנה ושבעת בניה) – wydarzenie opisane w siódmym rozdziale Drugiej Księgi Machabejskiej w Starym Testamencie, oraz innych źródłach. Dotyczy ono torturowania żydowskich męczenników w czasie powstania machabejskiego, czyli między 167, a 160 p.n.e. Imię matki synów nie było wspomniane w Biblii, ale bywa ona niekiedy określana jako Hanna, Miriam, lub Salomonia. Imiona synów również nie są znane.

## Druga Księga Machabejska

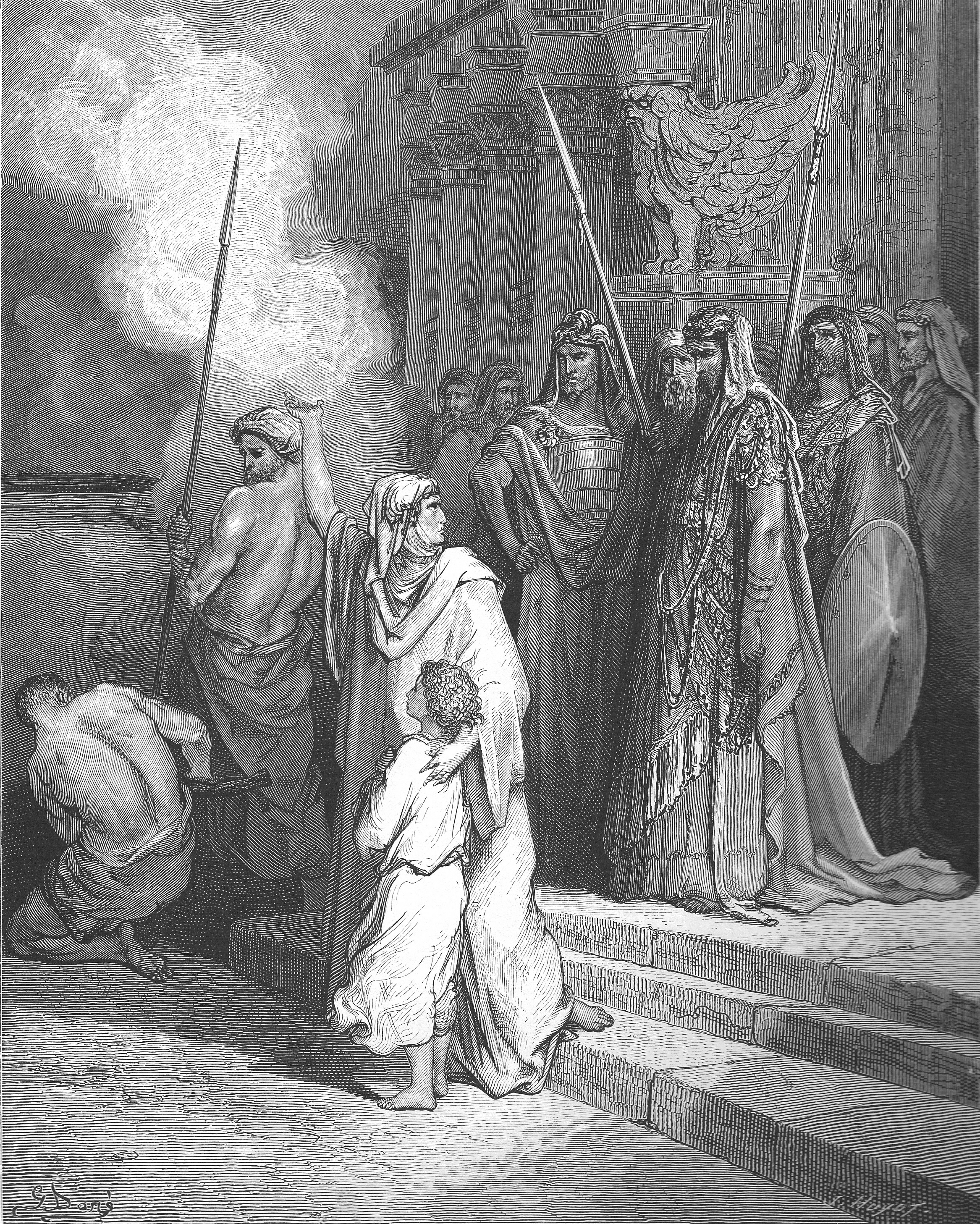
Odwaga matki, ilustracja do biblijnej historii, autorstwa francuskiego malarza Gustave’a Dorégo, pochodząca z 1866 roku.

Tuż przed wybuchem buntu Judy Machabeusza (2 Księga Machabejska 7), władca Syrii Antioch IV Epifanes aresztował pewną matkę i jej siedmiu synów, i starał się zmusić ich do jedzenia wieprzowiny. Jeden z braci w imieniu wszystkich powiedział, że choćby wszyscy mieli umrzeć, nie złamią prawa. Rozgniewany król rozkazał rozpalić patelnie i kotły i temu właśnie bratu kazał obciąć język, ściągnąć skórę z głowy i obciąć końce członków. Wszystko to dokonywało się na oczach reszty braci i matki, którzy w międzyczasie zagrzewali się wzajemnie do stawienia biernego oporu żądaniom dręczycieli. Gdy pierwszy męczennik był bezwładny i jeszcze oddychał, Epifanes nakazał go wrzucić na rozgrzaną patelnię i usmażyć. Gdy pierwszy z braci umarł, przyprowadzono następnego i ściągnięto mu skórę z głowy razem z włosami. Umarł, torturowany podobnie jak jego brat. Każdy z siedmiu braci przeszedł takie same tortury. Katuszom synów przyglądała się ich matka, która straciła wszystkich synów. Żadna z torturowanych osób nie zdradziła swojej wiary, do końca pokładając nadzieję w Jahwe. Narrator zakończył fragment stwierdzeniem, że matka również umarła, ale nie wspomniał czy wykonano na niej wyrok, czy też zmarła w inny sposób.

## Pozostałe źródła
W Talmudzie znajduje się podobna historia do tej z Drugiej Księgi Machabejskiej, ale jako powód prześladowań, zamiast odmowy jedzenia wieprzowiny występuje odmowa oddania czci pogańskiemu bóstwu. W Naszimie cytowany jest rabin Juda, który mówi o tym, że ten fragment z Talmudu odnosi się do kobiety i jej siedmiu synów, oraz nieznanego z imienia króla, określanego tu jako „cesarz”. Wedle tej wersji kobieta miała popełnić samobójstwo, wchodząc na dach i rzucając się z niego. Jeszcze inną wersję tej historii można znaleźć w Czwartej Księdze Machabejskiej, której autor sugeruje, że kobieta mogła rzucić się w płomienie. Z kolei w Josipponie jest mowa o tym, iż matka padła martwa na trupach swoich synów.

## Imię matki

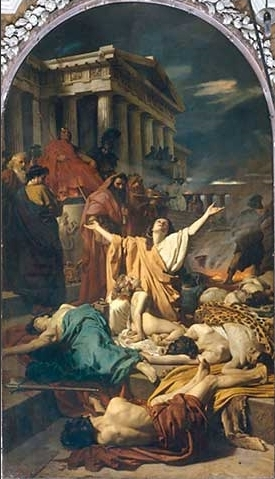
Obraz zatytułowany Męczeństwo Machabeuszy z kościołae Santa Felicita we Florencji, autorstwa włoskiego malarza Antonio Ciseriego z 1853 roku.

Źródła podają różne imiona matki siedmiu synów. W lamentacjach pochodzących z Midraszu jest ona nazywana Miriam bat Tanhum, a w tradycji prawosławnej jest znana jako Solomonia, podczas gdy w Ormiańskim Kościele Apostolskim jej imię brzmi Szamuna. Z kolei w Kościołach tradycji zachodnio- syryjskiej (Kościół syryjsko-ortodoksyjny i Kościół syryjsko-katolicki) jest ona zwana Szmuni, a w Josipponie Hanna, co może być wynikiem łączenia jej z Hanną (w polskim przekładzie Anną z Pierwszej Księgi Samuela), gdzie w modlitwie Anny jest powiedziane, że „niepłodna rodzi siedmioro” (1 Samuela 2,5). Żydowski, amerykański historyk i rabin Gerson D. Cohen zauważył, że imię matki występuje tylko w dłuższej, hiszpańskiej wersji Josipponu z 1510, podczas gdy krótsza, mantuańska wersja z około 1480 w dalszym ciągu odnosi się do niej jako do anonimowej postaci.

## Odniesienia i tradycje
Przykład kobiety i siedmiu braci jest często przytaczany ze względu na ich umotywowaną religijnie niezłomność. Matka nauczyła swoich synów, aby trzymali się swojej wiary, nawet jeśli oznaczałoby to śmierć. Historia machabejska odnosi się do głównego tematu księgi, czyli do tego, że siła Żydów tkwi w spełnianiu micw, czyli nakazów. Rzymskokatolicki apologeta Jimmy Akin wykorzystał tę historię do obrony ksiąg deuterokanonicznych. Badając nowotestamentowy List do Hebrajczyków 11:35 („Dzięki dokonanym przez nich wskrzeszeniom niewiasty otrzymały swoich zmarłych. Jedni ponieśli katusze, nie przyjąwszy uwolnienia, aby otrzymać lepsze zmartwychwstanie”) Akin zauważył, że wspomniana tu nadzieja życia wiecznego po torturach nie jest nigdzie wspomniana w protestanckim Starym Testamencie, ale jest za to znaleziona we wtórnokanonicznej Drugiej Księdze Machabejskiej w siódmym rozdziale. Według antiocheńskiej chrześcijańskiej tradycji, relikwie matki i synów zostały pochowane na terenie synagogi (później przekształconej w kościół) w dzielnicy Kerateion w Syryjskiej Antiochii, czyli dziesiejszym mieście Antiochia w Turcji. Według innej tradycji szczątki machabejskich męczenników zostały odnalezione w bazylice św. Piotra w Okowach w 1876 roku. Z kolei jeszcze inny przekaz wskazuje, że grób kobiety i jej siedmiu synów znajduje się na cmentarzu żydowskim w Safed w Izraelu.

## Święci męczennicy machabejscy

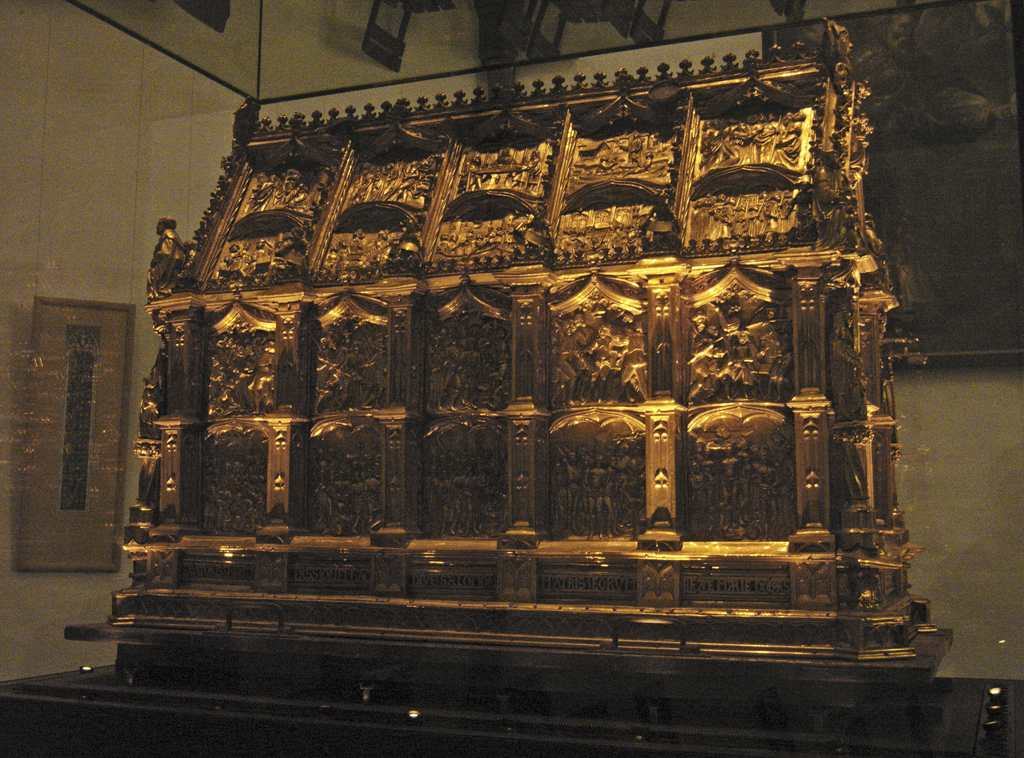
Według tradycji relikwie Machabejczyków, przetrzymywane są w Machabejskiej Świątyni w kościele św. Andrzeja w Kolonii.

Kobieta i jej siedmiu synów, oraz Eleazar opisany w szóstym rozdziale Drugiej Księdze Machabejskiej, są uznawani za „Świętych Machabejczyków”, lub „Świętych machabejskich męczenników” w Kościele katolickim i Cerkwi prawosławnej. Obchody ich święta przypadały zarówno u katolików, jak i prawosławnych (tam dalej obowiązują) pierwszego sierpnia. Przed wprowadzeniem kalendarza trydenckiego święci Machabeusze mieli swoją komemorację (czyli wezwanie świętego w jednej z części mszy) w liturgii rytu rzymskiego w święto św. Piotra w Okowach. W 1969 pierwszy sierpnia stał się świętem ku czci świętego Alfonsa Marii Liguori, a wzmianka o męczennikach machabejskich została całkowicie usunięta z ogólnego kalendarza rzymskiego, po ustanowieniu pisma apostolskiego Mysterii Paschalis przez Pawła VI. Mysterii Paschalis zatwierdziło ogólne normy roku liturgicznego, oraz nowy ogólny kalendarz rzymski. Od tego czasu w Kościele katolickim są oni uznawani za świętych męczenników zaliczonych w Martyrologium Romanum i mogą być czczeni przez wszystkich katolików na całym świecie. Według tradycji prawosławnej, siedmiu braci nosi następujące imiona: Abim Antonius, Gurias, Eleazar, Eusebonus, Alimus i Marcellus, choć imiona te się różnią między sobą w poszczególnych wersjach. Z kolei etiopskie Księgi Mekabiego (kanoniczne w Etiopskim Kościele Ortodoksyjnym, ale odmienne od pozostałych czterech ksiąg machabejskich) odnoszą się do innej grupy „machabejskich Męczenników”, czyli pięciu braci w tym trzech o imionach Abya, Seela i Fentos, synów Beniaminita zwanego Machabeuszem, którzy zostali schwytani i umęczeni za prowadzenie wojny partyzanckiej przeciwko Antiochowi Epifanesowi. Różne misteria w średniowieczu przedstawiały machabejskich męczenników, co prawdopodobnie doprowadziło do powstania słowa „makabryczny”, które być może pochodzi od łacińskiego „Machabaeorum”.